# Straubing-Bogen
Straubing-Bogen é um distrito da Alemanha, na região administrativa de Niederbayern, estado de Baviera. Com uma área de 1202,24 km² e com uma população de 97.485 habitantes (2003).

## Cidades e Municípios
| Cidades | Municípios | |
| --- | --- | --- |

Cidades e municípios no Landkreis Straubing-Bogen

| 1. Bogen 2. Geiselhöring Markt 1. Mallersdorf-Pfaffenberg 2. Mitterfels¹ 3. Schwarzach¹ ¹ administrado por um Verwaltungsgemeinschaft Verwaltungsgemeinschaften 1. Aiterhofen 2. Hunderdorf 3. Mitterfels 4. Rain 5. Schwarzach 6. Stallwang 7. Straßkirchen | 1. Aholfing 2. Aiterhofen 3. Ascha 4. Atting 5. Falkenfels 6. Feldkirchen 7. Haibach 8. Haselbach 9. Hunderdorf 10. Irlbach 11. Kirchroth 12. Konzell 13. Laberweinting 14. Leiblfing 15. Loitzendorf 16. Mariaposching | 1. Neukirchen 2. Niederwinkling 3. Oberschneiding 4. Parkstetten 5. Perasdorf 6. Perkam 7. Rain 8. Rattenberg 9. Rattiszell 10. Salching 11. Sankt Englmar 12. Stallwang 13. Steinach 14. Straßkirchen 15. Wiesenfelden 16. Windberg |